# Pterocryptis barakensis
Pterocryptis barakensis är en fiskart som beskrevs av Vishwanath och Nebeshwar Sharma 2006. Pterocryptis barakensis ingår i släktet Pterocryptis och familjen malfiskar. IUCN kategoriserar arten globalt som starkt hotad. Inga underarter finns listade i Catalogue of Life.